# Матч за звання чемпіона світу із шахів 1894

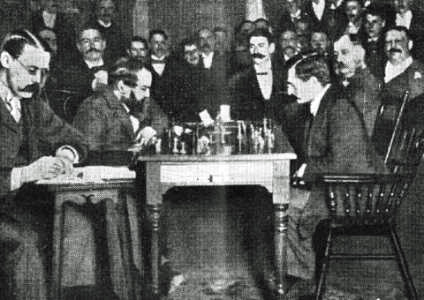
З матчу за титул чемпіона світу,
Нью-Йорк, 1894
Вільгельм Стейніц (зліва) - Емануїл Ласкер (справа)

П'ятий чемпіонат світу з шахів був проведений у Нью-Йорку (ігри 1-8), Філадельфії (ігри 9-11) і Монреалі (ігри 12-19) з 15 березня по 26 травня 1894. Чинний чемпіон Вільям Стейніц втратив свій титул на користь Емануеля Ласкера, який був на 32 років від нього молодший.

## Результати
Перший гравець, що вигравав десять ігор, ставав чемпіоном світу.
|                                  | 1 | 2 | 3 | 4 | 5 | 6 | 7 | 8 | 9 | 10 | 11 | 12 | 13 | 14 | 15 | 16 | 17 | 18 | 19 | Перемоги |
| -------------------------------- | - | - | - | - | - | - | - | - | - | -- | -- | -- | -- | -- | -- | -- | -- | -- | -- | -------- |
| Емануель Ласкер (Німеччина)      | 1 | 0 | 1 | 0 | ½ | ½ | 1 | 1 | 1 | 1  | 1  | ½  | 0  | 0  | 1  | 1  | 0  | ½  | 1  | 10       |
| Вільям Стейніц (Сполучені Штати) | 0 | 1 | 0 | 1 | ½ | ½ | 0 | 0 | 0 | 0  | 0  | ½  | 1  | 1  | 0  | 0  | 1  | ½  | 0  | 5        |

|   | a | b | c | d | e | f | g | h |   |
| 8 | d8 чорна тура · e8 чорний кінь · f8 чорний король · a7 чорний пішак · f7 чорний пішак · g7 чорний пішак · h7 чорний пішак · b6 чорний пішак · d6 чорний слон · g6 чорний кінь · b5 білий кінь · e5 чорний пішак · b4 білий пішак · a3 білий пішак · b3 білий слон · e3 білий пішак · f3 білий пішак · h3 білий пішак · b2 білий слон · e2 білий король · f2 білий пішак · d1 біла тура | d8 чорна тура · e8 чорний кінь · f8 чорний король · a7 чорний пішак · f7 чорний пішак · g7 чорний пішак · h7 чорний пішак · b6 чорний пішак · d6 чорний слон · g6 чорний кінь · b5 білий кінь · e5 чорний пішак · b4 білий пішак · a3 білий пішак · b3 білий слон · e3 білий пішак · f3 білий пішак · h3 білий пішак · b2 білий слон · e2 білий король · f2 білий пішак · d1 біла тура | d8 чорна тура · e8 чорний кінь · f8 чорний король · a7 чорний пішак · f7 чорний пішак · g7 чорний пішак · h7 чорний пішак · b6 чорний пішак · d6 чорний слон · g6 чорний кінь · b5 білий кінь · e5 чорний пішак · b4 білий пішак · a3 білий пішак · b3 білий слон · e3 білий пішак · f3 білий пішак · h3 білий пішак · b2 білий слон · e2 білий король · f2 білий пішак · d1 біла тура | d8 чорна тура · e8 чорний кінь · f8 чорний король · a7 чорний пішак · f7 чорний пішак · g7 чорний пішак · h7 чорний пішак · b6 чорний пішак · d6 чорний слон · g6 чорний кінь · b5 білий кінь · e5 чорний пішак · b4 білий пішак · a3 білий пішак · b3 білий слон · e3 білий пішак · f3 білий пішак · h3 білий пішак · b2 білий слон · e2 білий король · f2 білий пішак · d1 біла тура | d8 чорна тура · e8 чорний кінь · f8 чорний король · a7 чорний пішак · f7 чорний пішак · g7 чорний пішак · h7 чорний пішак · b6 чорний пішак · d6 чорний слон · g6 чорний кінь · b5 білий кінь · e5 чорний пішак · b4 білий пішак · a3 білий пішак · b3 білий слон · e3 білий пішак · f3 білий пішак · h3 білий пішак · b2 білий слон · e2 білий король · f2 білий пішак · d1 біла тура | d8 чорна тура · e8 чорний кінь · f8 чорний король · a7 чорний пішак · f7 чорний пішак · g7 чорний пішак · h7 чорний пішак · b6 чорний пішак · d6 чорний слон · g6 чорний кінь · b5 білий кінь · e5 чорний пішак · b4 білий пішак · a3 білий пішак · b3 білий слон · e3 білий пішак · f3 білий пішак · h3 білий пішак · b2 білий слон · e2 білий король · f2 білий пішак · d1 біла тура | d8 чорна тура · e8 чорний кінь · f8 чорний король · a7 чорний пішак · f7 чорний пішак · g7 чорний пішак · h7 чорний пішак · b6 чорний пішак · d6 чорний слон · g6 чорний кінь · b5 білий кінь · e5 чорний пішак · b4 білий пішак · a3 білий пішак · b3 білий слон · e3 білий пішак · f3 білий пішак · h3 білий пішак · b2 білий слон · e2 білий король · f2 білий пішак · d1 біла тура | d8 чорна тура · e8 чорний кінь · f8 чорний король · a7 чорний пішак · f7 чорний пішак · g7 чорний пішак · h7 чорний пішак · b6 чорний пішак · d6 чорний слон · g6 чорний кінь · b5 білий кінь · e5 чорний пішак · b4 білий пішак · a3 білий пішак · b3 білий слон · e3 білий пішак · f3 білий пішак · h3 білий пішак · b2 білий слон · e2 білий король · f2 білий пішак · d1 біла тура | 8 |
| 7 | d8 чорна тура · e8 чорний кінь · f8 чорний король · a7 чорний пішак · f7 чорний пішак · g7 чорний пішак · h7 чорний пішак · b6 чорний пішак · d6 чорний слон · g6 чорний кінь · b5 білий кінь · e5 чорний пішак · b4 білий пішак · a3 білий пішак · b3 білий слон · e3 білий пішак · f3 білий пішак · h3 білий пішак · b2 білий слон · e2 білий король · f2 білий пішак · d1 біла тура | d8 чорна тура · e8 чорний кінь · f8 чорний король · a7 чорний пішак · f7 чорний пішак · g7 чорний пішак · h7 чорний пішак · b6 чорний пішак · d6 чорний слон · g6 чорний кінь · b5 білий кінь · e5 чорний пішак · b4 білий пішак · a3 білий пішак · b3 білий слон · e3 білий пішак · f3 білий пішак · h3 білий пішак · b2 білий слон · e2 білий король · f2 білий пішак · d1 біла тура | d8 чорна тура · e8 чорний кінь · f8 чорний король · a7 чорний пішак · f7 чорний пішак · g7 чорний пішак · h7 чорний пішак · b6 чорний пішак · d6 чорний слон · g6 чорний кінь · b5 білий кінь · e5 чорний пішак · b4 білий пішак · a3 білий пішак · b3 білий слон · e3 білий пішак · f3 білий пішак · h3 білий пішак · b2 білий слон · e2 білий король · f2 білий пішак · d1 біла тура | d8 чорна тура · e8 чорний кінь · f8 чорний король · a7 чорний пішак · f7 чорний пішак · g7 чорний пішак · h7 чорний пішак · b6 чорний пішак · d6 чорний слон · g6 чорний кінь · b5 білий кінь · e5 чорний пішак · b4 білий пішак · a3 білий пішак · b3 білий слон · e3 білий пішак · f3 білий пішак · h3 білий пішак · b2 білий слон · e2 білий король · f2 білий пішак · d1 біла тура | d8 чорна тура · e8 чорний кінь · f8 чорний король · a7 чорний пішак · f7 чорний пішак · g7 чорний пішак · h7 чорний пішак · b6 чорний пішак · d6 чорний слон · g6 чорний кінь · b5 білий кінь · e5 чорний пішак · b4 білий пішак · a3 білий пішак · b3 білий слон · e3 білий пішак · f3 білий пішак · h3 білий пішак · b2 білий слон · e2 білий король · f2 білий пішак · d1 біла тура | d8 чорна тура · e8 чорний кінь · f8 чорний король · a7 чорний пішак · f7 чорний пішак · g7 чорний пішак · h7 чорний пішак · b6 чорний пішак · d6 чорний слон · g6 чорний кінь · b5 білий кінь · e5 чорний пішак · b4 білий пішак · a3 білий пішак · b3 білий слон · e3 білий пішак · f3 білий пішак · h3 білий пішак · b2 білий слон · e2 білий король · f2 білий пішак · d1 біла тура | d8 чорна тура · e8 чорний кінь · f8 чорний король · a7 чорний пішак · f7 чорний пішак · g7 чорний пішак · h7 чорний пішак · b6 чорний пішак · d6 чорний слон · g6 чорний кінь · b5 білий кінь · e5 чорний пішак · b4 білий пішак · a3 білий пішак · b3 білий слон · e3 білий пішак · f3 білий пішак · h3 білий пішак · b2 білий слон · e2 білий король · f2 білий пішак · d1 біла тура | d8 чорна тура · e8 чорний кінь · f8 чорний король · a7 чорний пішак · f7 чорний пішак · g7 чорний пішак · h7 чорний пішак · b6 чорний пішак · d6 чорний слон · g6 чорний кінь · b5 білий кінь · e5 чорний пішак · b4 білий пішак · a3 білий пішак · b3 білий слон · e3 білий пішак · f3 білий пішак · h3 білий пішак · b2 білий слон · e2 білий король · f2 білий пішак · d1 біла тура | 7 |
| 6 | d8 чорна тура · e8 чорний кінь · f8 чорний король · a7 чорний пішак · f7 чорний пішак · g7 чорний пішак · h7 чорний пішак · b6 чорний пішак · d6 чорний слон · g6 чорний кінь · b5 білий кінь · e5 чорний пішак · b4 білий пішак · a3 білий пішак · b3 білий слон · e3 білий пішак · f3 білий пішак · h3 білий пішак · b2 білий слон · e2 білий король · f2 білий пішак · d1 біла тура | d8 чорна тура · e8 чорний кінь · f8 чорний король · a7 чорний пішак · f7 чорний пішак · g7 чорний пішак · h7 чорний пішак · b6 чорний пішак · d6 чорний слон · g6 чорний кінь · b5 білий кінь · e5 чорний пішак · b4 білий пішак · a3 білий пішак · b3 білий слон · e3 білий пішак · f3 білий пішак · h3 білий пішак · b2 білий слон · e2 білий король · f2 білий пішак · d1 біла тура | d8 чорна тура · e8 чорний кінь · f8 чорний король · a7 чорний пішак · f7 чорний пішак · g7 чорний пішак · h7 чорний пішак · b6 чорний пішак · d6 чорний слон · g6 чорний кінь · b5 білий кінь · e5 чорний пішак · b4 білий пішак · a3 білий пішак · b3 білий слон · e3 білий пішак · f3 білий пішак · h3 білий пішак · b2 білий слон · e2 білий король · f2 білий пішак · d1 біла тура | d8 чорна тура · e8 чорний кінь · f8 чорний король · a7 чорний пішак · f7 чорний пішак · g7 чорний пішак · h7 чорний пішак · b6 чорний пішак · d6 чорний слон · g6 чорний кінь · b5 білий кінь · e5 чорний пішак · b4 білий пішак · a3 білий пішак · b3 білий слон · e3 білий пішак · f3 білий пішак · h3 білий пішак · b2 білий слон · e2 білий король · f2 білий пішак · d1 біла тура | d8 чорна тура · e8 чорний кінь · f8 чорний король · a7 чорний пішак · f7 чорний пішак · g7 чорний пішак · h7 чорний пішак · b6 чорний пішак · d6 чорний слон · g6 чорний кінь · b5 білий кінь · e5 чорний пішак · b4 білий пішак · a3 білий пішак · b3 білий слон · e3 білий пішак · f3 білий пішак · h3 білий пішак · b2 білий слон · e2 білий король · f2 білий пішак · d1 біла тура | d8 чорна тура · e8 чорний кінь · f8 чорний король · a7 чорний пішак · f7 чорний пішак · g7 чорний пішак · h7 чорний пішак · b6 чорний пішак · d6 чорний слон · g6 чорний кінь · b5 білий кінь · e5 чорний пішак · b4 білий пішак · a3 білий пішак · b3 білий слон · e3 білий пішак · f3 білий пішак · h3 білий пішак · b2 білий слон · e2 білий король · f2 білий пішак · d1 біла тура | d8 чорна тура · e8 чорний кінь · f8 чорний король · a7 чорний пішак · f7 чорний пішак · g7 чорний пішак · h7 чорний пішак · b6 чорний пішак · d6 чорний слон · g6 чорний кінь · b5 білий кінь · e5 чорний пішак · b4 білий пішак · a3 білий пішак · b3 білий слон · e3 білий пішак · f3 білий пішак · h3 білий пішак · b2 білий слон · e2 білий король · f2 білий пішак · d1 біла тура | d8 чорна тура · e8 чорний кінь · f8 чорний король · a7 чорний пішак · f7 чорний пішак · g7 чорний пішак · h7 чорний пішак · b6 чорний пішак · d6 чорний слон · g6 чорний кінь · b5 білий кінь · e5 чорний пішак · b4 білий пішак · a3 білий пішак · b3 білий слон · e3 білий пішак · f3 білий пішак · h3 білий пішак · b2 білий слон · e2 білий король · f2 білий пішак · d1 біла тура | 6 |
| 5 | d8 чорна тура · e8 чорний кінь · f8 чорний король · a7 чорний пішак · f7 чорний пішак · g7 чорний пішак · h7 чорний пішак · b6 чорний пішак · d6 чорний слон · g6 чорний кінь · b5 білий кінь · e5 чорний пішак · b4 білий пішак · a3 білий пішак · b3 білий слон · e3 білий пішак · f3 білий пішак · h3 білий пішак · b2 білий слон · e2 білий король · f2 білий пішак · d1 біла тура | d8 чорна тура · e8 чорний кінь · f8 чорний король · a7 чорний пішак · f7 чорний пішак · g7 чорний пішак · h7 чорний пішак · b6 чорний пішак · d6 чорний слон · g6 чорний кінь · b5 білий кінь · e5 чорний пішак · b4 білий пішак · a3 білий пішак · b3 білий слон · e3 білий пішак · f3 білий пішак · h3 білий пішак · b2 білий слон · e2 білий король · f2 білий пішак · d1 біла тура | d8 чорна тура · e8 чорний кінь · f8 чорний король · a7 чорний пішак · f7 чорний пішак · g7 чорний пішак · h7 чорний пішак · b6 чорний пішак · d6 чорний слон · g6 чорний кінь · b5 білий кінь · e5 чорний пішак · b4 білий пішак · a3 білий пішак · b3 білий слон · e3 білий пішак · f3 білий пішак · h3 білий пішак · b2 білий слон · e2 білий король · f2 білий пішак · d1 біла тура | d8 чорна тура · e8 чорний кінь · f8 чорний король · a7 чорний пішак · f7 чорний пішак · g7 чорний пішак · h7 чорний пішак · b6 чорний пішак · d6 чорний слон · g6 чорний кінь · b5 білий кінь · e5 чорний пішак · b4 білий пішак · a3 білий пішак · b3 білий слон · e3 білий пішак · f3 білий пішак · h3 білий пішак · b2 білий слон · e2 білий король · f2 білий пішак · d1 біла тура | d8 чорна тура · e8 чорний кінь · f8 чорний король · a7 чорний пішак · f7 чорний пішак · g7 чорний пішак · h7 чорний пішак · b6 чорний пішак · d6 чорний слон · g6 чорний кінь · b5 білий кінь · e5 чорний пішак · b4 білий пішак · a3 білий пішак · b3 білий слон · e3 білий пішак · f3 білий пішак · h3 білий пішак · b2 білий слон · e2 білий король · f2 білий пішак · d1 біла тура | d8 чорна тура · e8 чорний кінь · f8 чорний король · a7 чорний пішак · f7 чорний пішак · g7 чорний пішак · h7 чорний пішак · b6 чорний пішак · d6 чорний слон · g6 чорний кінь · b5 білий кінь · e5 чорний пішак · b4 білий пішак · a3 білий пішак · b3 білий слон · e3 білий пішак · f3 білий пішак · h3 білий пішак · b2 білий слон · e2 білий король · f2 білий пішак · d1 біла тура | d8 чорна тура · e8 чорний кінь · f8 чорний король · a7 чорний пішак · f7 чорний пішак · g7 чорний пішак · h7 чорний пішак · b6 чорний пішак · d6 чорний слон · g6 чорний кінь · b5 білий кінь · e5 чорний пішак · b4 білий пішак · a3 білий пішак · b3 білий слон · e3 білий пішак · f3 білий пішак · h3 білий пішак · b2 білий слон · e2 білий король · f2 білий пішак · d1 біла тура | d8 чорна тура · e8 чорний кінь · f8 чорний король · a7 чорний пішак · f7 чорний пішак · g7 чорний пішак · h7 чорний пішак · b6 чорний пішак · d6 чорний слон · g6 чорний кінь · b5 білий кінь · e5 чорний пішак · b4 білий пішак · a3 білий пішак · b3 білий слон · e3 білий пішак · f3 білий пішак · h3 білий пішак · b2 білий слон · e2 білий король · f2 білий пішак · d1 біла тура | 5 |
| 4 | d8 чорна тура · e8 чорний кінь · f8 чорний король · a7 чорний пішак · f7 чорний пішак · g7 чорний пішак · h7 чорний пішак · b6 чорний пішак · d6 чорний слон · g6 чорний кінь · b5 білий кінь · e5 чорний пішак · b4 білий пішак · a3 білий пішак · b3 білий слон · e3 білий пішак · f3 білий пішак · h3 білий пішак · b2 білий слон · e2 білий король · f2 білий пішак · d1 біла тура | d8 чорна тура · e8 чорний кінь · f8 чорний король · a7 чорний пішак · f7 чорний пішак · g7 чорний пішак · h7 чорний пішак · b6 чорний пішак · d6 чорний слон · g6 чорний кінь · b5 білий кінь · e5 чорний пішак · b4 білий пішак · a3 білий пішак · b3 білий слон · e3 білий пішак · f3 білий пішак · h3 білий пішак · b2 білий слон · e2 білий король · f2 білий пішак · d1 біла тура | d8 чорна тура · e8 чорний кінь · f8 чорний король · a7 чорний пішак · f7 чорний пішак · g7 чорний пішак · h7 чорний пішак · b6 чорний пішак · d6 чорний слон · g6 чорний кінь · b5 білий кінь · e5 чорний пішак · b4 білий пішак · a3 білий пішак · b3 білий слон · e3 білий пішак · f3 білий пішак · h3 білий пішак · b2 білий слон · e2 білий король · f2 білий пішак · d1 біла тура | d8 чорна тура · e8 чорний кінь · f8 чорний король · a7 чорний пішак · f7 чорний пішак · g7 чорний пішак · h7 чорний пішак · b6 чорний пішак · d6 чорний слон · g6 чорний кінь · b5 білий кінь · e5 чорний пішак · b4 білий пішак · a3 білий пішак · b3 білий слон · e3 білий пішак · f3 білий пішак · h3 білий пішак · b2 білий слон · e2 білий король · f2 білий пішак · d1 біла тура | d8 чорна тура · e8 чорний кінь · f8 чорний король · a7 чорний пішак · f7 чорний пішак · g7 чорний пішак · h7 чорний пішак · b6 чорний пішак · d6 чорний слон · g6 чорний кінь · b5 білий кінь · e5 чорний пішак · b4 білий пішак · a3 білий пішак · b3 білий слон · e3 білий пішак · f3 білий пішак · h3 білий пішак · b2 білий слон · e2 білий король · f2 білий пішак · d1 біла тура | d8 чорна тура · e8 чорний кінь · f8 чорний король · a7 чорний пішак · f7 чорний пішак · g7 чорний пішак · h7 чорний пішак · b6 чорний пішак · d6 чорний слон · g6 чорний кінь · b5 білий кінь · e5 чорний пішак · b4 білий пішак · a3 білий пішак · b3 білий слон · e3 білий пішак · f3 білий пішак · h3 білий пішак · b2 білий слон · e2 білий король · f2 білий пішак · d1 біла тура | d8 чорна тура · e8 чорний кінь · f8 чорний король · a7 чорний пішак · f7 чорний пішак · g7 чорний пішак · h7 чорний пішак · b6 чорний пішак · d6 чорний слон · g6 чорний кінь · b5 білий кінь · e5 чорний пішак · b4 білий пішак · a3 білий пішак · b3 білий слон · e3 білий пішак · f3 білий пішак · h3 білий пішак · b2 білий слон · e2 білий король · f2 білий пішак · d1 біла тура | d8 чорна тура · e8 чорний кінь · f8 чорний король · a7 чорний пішак · f7 чорний пішак · g7 чорний пішак · h7 чорний пішак · b6 чорний пішак · d6 чорний слон · g6 чорний кінь · b5 білий кінь · e5 чорний пішак · b4 білий пішак · a3 білий пішак · b3 білий слон · e3 білий пішак · f3 білий пішак · h3 білий пішак · b2 білий слон · e2 білий король · f2 білий пішак · d1 біла тура | 4 |
| 3 | d8 чорна тура · e8 чорний кінь · f8 чорний король · a7 чорний пішак · f7 чорний пішак · g7 чорний пішак · h7 чорний пішак · b6 чорний пішак · d6 чорний слон · g6 чорний кінь · b5 білий кінь · e5 чорний пішак · b4 білий пішак · a3 білий пішак · b3 білий слон · e3 білий пішак · f3 білий пішак · h3 білий пішак · b2 білий слон · e2 білий король · f2 білий пішак · d1 біла тура | d8 чорна тура · e8 чорний кінь · f8 чорний король · a7 чорний пішак · f7 чорний пішак · g7 чорний пішак · h7 чорний пішак · b6 чорний пішак · d6 чорний слон · g6 чорний кінь · b5 білий кінь · e5 чорний пішак · b4 білий пішак · a3 білий пішак · b3 білий слон · e3 білий пішак · f3 білий пішак · h3 білий пішак · b2 білий слон · e2 білий король · f2 білий пішак · d1 біла тура | d8 чорна тура · e8 чорний кінь · f8 чорний король · a7 чорний пішак · f7 чорний пішак · g7 чорний пішак · h7 чорний пішак · b6 чорний пішак · d6 чорний слон · g6 чорний кінь · b5 білий кінь · e5 чорний пішак · b4 білий пішак · a3 білий пішак · b3 білий слон · e3 білий пішак · f3 білий пішак · h3 білий пішак · b2 білий слон · e2 білий король · f2 білий пішак · d1 біла тура | d8 чорна тура · e8 чорний кінь · f8 чорний король · a7 чорний пішак · f7 чорний пішак · g7 чорний пішак · h7 чорний пішак · b6 чорний пішак · d6 чорний слон · g6 чорний кінь · b5 білий кінь · e5 чорний пішак · b4 білий пішак · a3 білий пішак · b3 білий слон · e3 білий пішак · f3 білий пішак · h3 білий пішак · b2 білий слон · e2 білий король · f2 білий пішак · d1 біла тура | d8 чорна тура · e8 чорний кінь · f8 чорний король · a7 чорний пішак · f7 чорний пішак · g7 чорний пішак · h7 чорний пішак · b6 чорний пішак · d6 чорний слон · g6 чорний кінь · b5 білий кінь · e5 чорний пішак · b4 білий пішак · a3 білий пішак · b3 білий слон · e3 білий пішак · f3 білий пішак · h3 білий пішак · b2 білий слон · e2 білий король · f2 білий пішак · d1 біла тура | d8 чорна тура · e8 чорний кінь · f8 чорний король · a7 чорний пішак · f7 чорний пішак · g7 чорний пішак · h7 чорний пішак · b6 чорний пішак · d6 чорний слон · g6 чорний кінь · b5 білий кінь · e5 чорний пішак · b4 білий пішак · a3 білий пішак · b3 білий слон · e3 білий пішак · f3 білий пішак · h3 білий пішак · b2 білий слон · e2 білий король · f2 білий пішак · d1 біла тура | d8 чорна тура · e8 чорний кінь · f8 чорний король · a7 чорний пішак · f7 чорний пішак · g7 чорний пішак · h7 чорний пішак · b6 чорний пішак · d6 чорний слон · g6 чорний кінь · b5 білий кінь · e5 чорний пішак · b4 білий пішак · a3 білий пішак · b3 білий слон · e3 білий пішак · f3 білий пішак · h3 білий пішак · b2 білий слон · e2 білий король · f2 білий пішак · d1 біла тура | d8 чорна тура · e8 чорний кінь · f8 чорний король · a7 чорний пішак · f7 чорний пішак · g7 чорний пішак · h7 чорний пішак · b6 чорний пішак · d6 чорний слон · g6 чорний кінь · b5 білий кінь · e5 чорний пішак · b4 білий пішак · a3 білий пішак · b3 білий слон · e3 білий пішак · f3 білий пішак · h3 білий пішак · b2 білий слон · e2 білий король · f2 білий пішак · d1 біла тура | 3 |
| 2 | d8 чорна тура · e8 чорний кінь · f8 чорний король · a7 чорний пішак · f7 чорний пішак · g7 чорний пішак · h7 чорний пішак · b6 чорний пішак · d6 чорний слон · g6 чорний кінь · b5 білий кінь · e5 чорний пішак · b4 білий пішак · a3 білий пішак · b3 білий слон · e3 білий пішак · f3 білий пішак · h3 білий пішак · b2 білий слон · e2 білий король · f2 білий пішак · d1 біла тура | d8 чорна тура · e8 чорний кінь · f8 чорний король · a7 чорний пішак · f7 чорний пішак · g7 чорний пішак · h7 чорний пішак · b6 чорний пішак · d6 чорний слон · g6 чорний кінь · b5 білий кінь · e5 чорний пішак · b4 білий пішак · a3 білий пішак · b3 білий слон · e3 білий пішак · f3 білий пішак · h3 білий пішак · b2 білий слон · e2 білий король · f2 білий пішак · d1 біла тура | d8 чорна тура · e8 чорний кінь · f8 чорний король · a7 чорний пішак · f7 чорний пішак · g7 чорний пішак · h7 чорний пішак · b6 чорний пішак · d6 чорний слон · g6 чорний кінь · b5 білий кінь · e5 чорний пішак · b4 білий пішак · a3 білий пішак · b3 білий слон · e3 білий пішак · f3 білий пішак · h3 білий пішак · b2 білий слон · e2 білий король · f2 білий пішак · d1 біла тура | d8 чорна тура · e8 чорний кінь · f8 чорний король · a7 чорний пішак · f7 чорний пішак · g7 чорний пішак · h7 чорний пішак · b6 чорний пішак · d6 чорний слон · g6 чорний кінь · b5 білий кінь · e5 чорний пішак · b4 білий пішак · a3 білий пішак · b3 білий слон · e3 білий пішак · f3 білий пішак · h3 білий пішак · b2 білий слон · e2 білий король · f2 білий пішак · d1 біла тура | d8 чорна тура · e8 чорний кінь · f8 чорний король · a7 чорний пішак · f7 чорний пішак · g7 чорний пішак · h7 чорний пішак · b6 чорний пішак · d6 чорний слон · g6 чорний кінь · b5 білий кінь · e5 чорний пішак · b4 білий пішак · a3 білий пішак · b3 білий слон · e3 білий пішак · f3 білий пішак · h3 білий пішак · b2 білий слон · e2 білий король · f2 білий пішак · d1 біла тура | d8 чорна тура · e8 чорний кінь · f8 чорний король · a7 чорний пішак · f7 чорний пішак · g7 чорний пішак · h7 чорний пішак · b6 чорний пішак · d6 чорний слон · g6 чорний кінь · b5 білий кінь · e5 чорний пішак · b4 білий пішак · a3 білий пішак · b3 білий слон · e3 білий пішак · f3 білий пішак · h3 білий пішак · b2 білий слон · e2 білий король · f2 білий пішак · d1 біла тура | d8 чорна тура · e8 чорний кінь · f8 чорний король · a7 чорний пішак · f7 чорний пішак · g7 чорний пішак · h7 чорний пішак · b6 чорний пішак · d6 чорний слон · g6 чорний кінь · b5 білий кінь · e5 чорний пішак · b4 білий пішак · a3 білий пішак · b3 білий слон · e3 білий пішак · f3 білий пішак · h3 білий пішак · b2 білий слон · e2 білий король · f2 білий пішак · d1 біла тура | d8 чорна тура · e8 чорний кінь · f8 чорний король · a7 чорний пішак · f7 чорний пішак · g7 чорний пішак · h7 чорний пішак · b6 чорний пішак · d6 чорний слон · g6 чорний кінь · b5 білий кінь · e5 чорний пішак · b4 білий пішак · a3 білий пішак · b3 білий слон · e3 білий пішак · f3 білий пішак · h3 білий пішак · b2 білий слон · e2 білий король · f2 білий пішак · d1 біла тура | 2 |
| 1 | d8 чорна тура · e8 чорний кінь · f8 чорний король · a7 чорний пішак · f7 чорний пішак · g7 чорний пішак · h7 чорний пішак · b6 чорний пішак · d6 чорний слон · g6 чорний кінь · b5 білий кінь · e5 чорний пішак · b4 білий пішак · a3 білий пішак · b3 білий слон · e3 білий пішак · f3 білий пішак · h3 білий пішак · b2 білий слон · e2 білий король · f2 білий пішак · d1 біла тура | d8 чорна тура · e8 чорний кінь · f8 чорний король · a7 чорний пішак · f7 чорний пішак · g7 чорний пішак · h7 чорний пішак · b6 чорний пішак · d6 чорний слон · g6 чорний кінь · b5 білий кінь · e5 чорний пішак · b4 білий пішак · a3 білий пішак · b3 білий слон · e3 білий пішак · f3 білий пішак · h3 білий пішак · b2 білий слон · e2 білий король · f2 білий пішак · d1 біла тура | d8 чорна тура · e8 чорний кінь · f8 чорний король · a7 чорний пішак · f7 чорний пішак · g7 чорний пішак · h7 чорний пішак · b6 чорний пішак · d6 чорний слон · g6 чорний кінь · b5 білий кінь · e5 чорний пішак · b4 білий пішак · a3 білий пішак · b3 білий слон · e3 білий пішак · f3 білий пішак · h3 білий пішак · b2 білий слон · e2 білий король · f2 білий пішак · d1 біла тура | d8 чорна тура · e8 чорний кінь · f8 чорний король · a7 чорний пішак · f7 чорний пішак · g7 чорний пішак · h7 чорний пішак · b6 чорний пішак · d6 чорний слон · g6 чорний кінь · b5 білий кінь · e5 чорний пішак · b4 білий пішак · a3 білий пішак · b3 білий слон · e3 білий пішак · f3 білий пішак · h3 білий пішак · b2 білий слон · e2 білий король · f2 білий пішак · d1 біла тура | d8 чорна тура · e8 чорний кінь · f8 чорний король · a7 чорний пішак · f7 чорний пішак · g7 чорний пішак · h7 чорний пішак · b6 чорний пішак · d6 чорний слон · g6 чорний кінь · b5 білий кінь · e5 чорний пішак · b4 білий пішак · a3 білий пішак · b3 білий слон · e3 білий пішак · f3 білий пішак · h3 білий пішак · b2 білий слон · e2 білий король · f2 білий пішак · d1 біла тура | d8 чорна тура · e8 чорний кінь · f8 чорний король · a7 чорний пішак · f7 чорний пішак · g7 чорний пішак · h7 чорний пішак · b6 чорний пішак · d6 чорний слон · g6 чорний кінь · b5 білий кінь · e5 чорний пішак · b4 білий пішак · a3 білий пішак · b3 білий слон · e3 білий пішак · f3 білий пішак · h3 білий пішак · b2 білий слон · e2 білий король · f2 білий пішак · d1 біла тура | d8 чорна тура · e8 чорний кінь · f8 чорний король · a7 чорний пішак · f7 чорний пішак · g7 чорний пішак · h7 чорний пішак · b6 чорний пішак · d6 чорний слон · g6 чорний кінь · b5 білий кінь · e5 чорний пішак · b4 білий пішак · a3 білий пішак · b3 білий слон · e3 білий пішак · f3 білий пішак · h3 білий пішак · b2 білий слон · e2 білий король · f2 білий пішак · d1 біла тура | d8 чорна тура · e8 чорний кінь · f8 чорний король · a7 чорний пішак · f7 чорний пішак · g7 чорний пішак · h7 чорний пішак · b6 чорний пішак · d6 чорний слон · g6 чорний кінь · b5 білий кінь · e5 чорний пішак · b4 білий пішак · a3 білий пішак · b3 білий слон · e3 білий пішак · f3 білий пішак · h3 білий пішак · b2 білий слон · e2 білий король · f2 білий пішак · d1 біла тура | 1 |
|   | a | b | c | d | e | f | g | h |   |